# مجلة فقه اللغه الانجليزية والجرمانية
مجلة فقه اللغة الإنجليزية والجرمانية، هي مجلة أكاديمية فصلية تخضع لمراجعة الأقران لدراسات العصور الوسطى، تأسست عام 1897 وتنشرها الآن مطبعة جامعة إلينوي.ينصب تركيزها على ثقافات الأجزاء الناطقة باللغة الإنجليزية والجرمانية والسلتيك في شمال أوروبا في العصور الوسطى. ومن بين رؤساء التحرير السابقين ألبرت س. كوك وجورج ت.فلوم .

## روابط خارجية
- الموقع الرسمي
- المجلدات 1-21 بتنسيق PDF ، أرشيف الإنترنت.
- مجلة فقه اللغة الإنجليزية والجرمانية في Project Muse